# II Giochi paralimpici invernali
I II Giochi paralimpici invernali si sono disputati ad Geilo (Norvegia) dal 1° al 7 febbraio 1980.

## I Giochi

### Paesi partecipanti
A questa seconda edizione dei Giochi paralimpici invernali parteciparono oltre 350 atleti in rappresentanza di 18 nazioni.
- Australia (2)
- Austria (34)
- Canada (20)
- Cecoslovacchia (3)
- Danimarca (8)
- Finlandia (29)

- Francia (21)
- Germania Ovest (38)
- Giappone (5)
- Gran Bretagna (8)
- Italia (1)
- Jugoslavia (9)

- Norvegia (37)
- Nuova Zelanda (3)
- Stati Uniti (26)
- Svezia (27)
- Svizzera (27)
- Uganda (1)

### Discipline
- Sci alpino
- Sci di fondo
- Corsa in discesa di Slitta (evento dimostrativo)

## Paesi partecipanti
A questa seconda edizione dei Giochi paralimpici invernali parteciparono oltre 350 atleti in rappresentanza di 18 nazioni.

## Medagliere

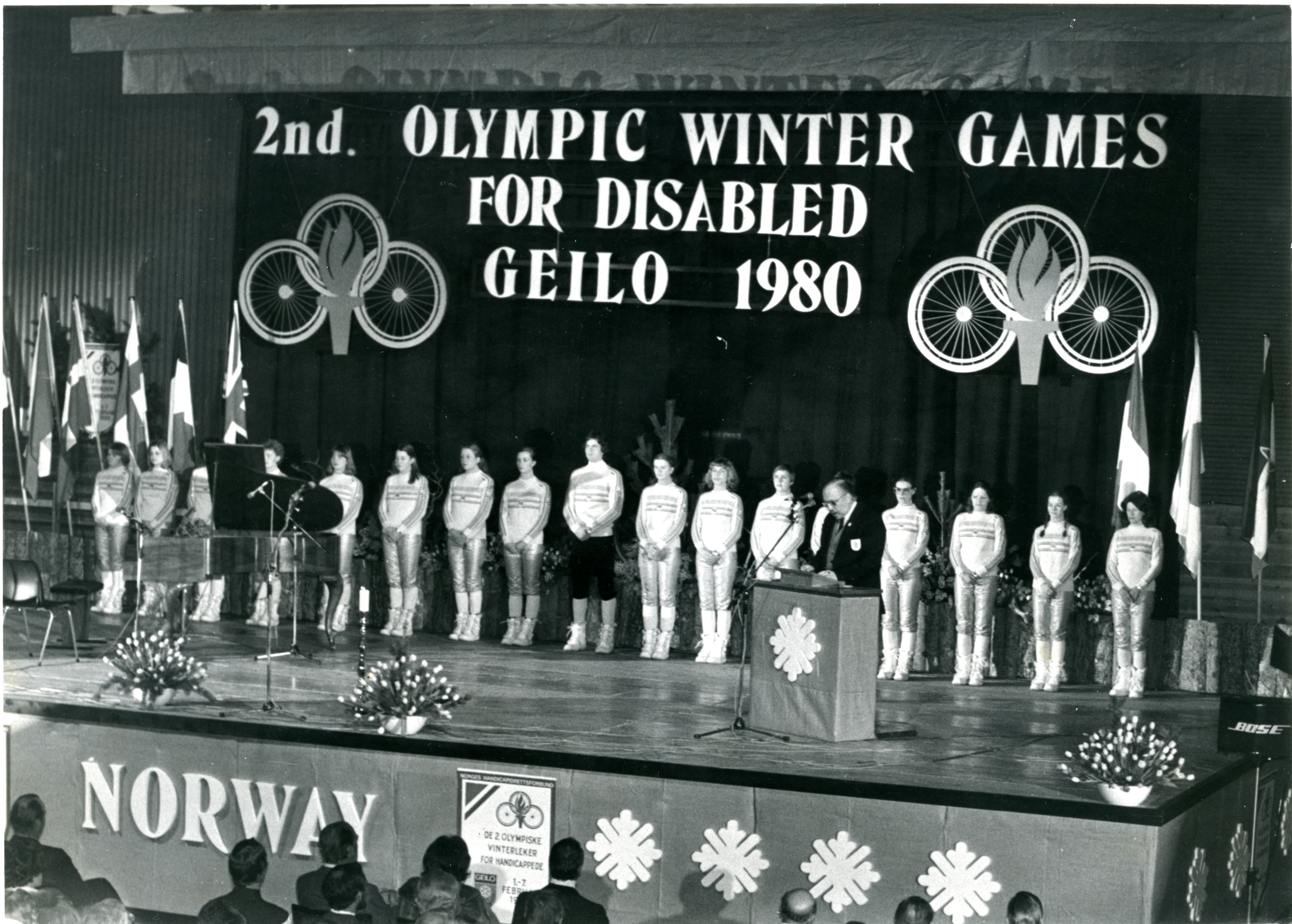
La Cerimonia di Apertura delle Paralimpiadi Invernali 1980

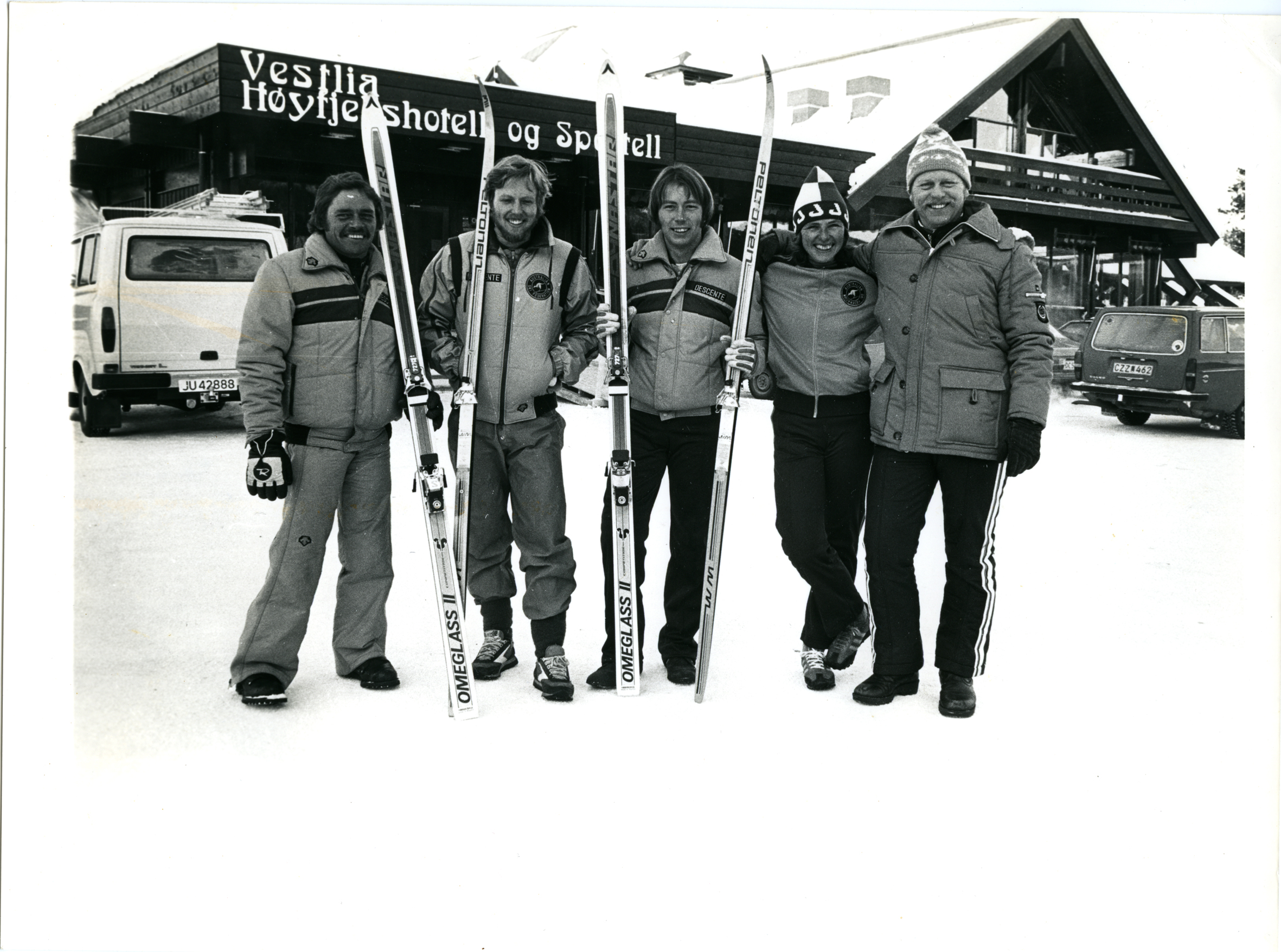
Squadra Paralimpica Australiana alle Paralimpiadi Invernali del 1980

| Posizione | Paese          |    |    |    | Totale |
| --------- | -------------- | -- | -- | -- | ------ |
| 1         | Norvegia       | 23 | 21 | 10 | 54     |
| 2         | Finlandia      | 15 | 7  | 12 | 34     |
| 3         | Austria        | 6  | 10 | 6  | 22     |
| 4         | Svezia         | 5  | 3  | 8  | 16     |
| 5         | Svizzera       | 4  | 2  | 3  | 9      |
| 6         | Stati Uniti    | 4  | 1  | 1  | 6      |
| 7         | Germania Ovest | 3  | 5  | 9  | 17     |
| 8         | Canada         | 2  | 3  | 1  | 6      |
| 9         | Francia        | 1  | 1  | 1  | 3      |
| 10        | Cecoslovacchia | 0  | 1  | 0  | 1      |
| Totale    | Totale         | 63 | 54 | 51 | 168    |